# Super Mario Bros. 2
Super Mario Bros. 2 (Untertitel: Mario Madness; auch Super Mario 2 und Super Mario Brothers 2; abgekürzt SMB2; jap. スーパーマリオUSA, Hepburn: Sūpā Mario Yū Esu Ē, das heißt Super Mario USA) ist ein Jump-’n’-Run-Videospiel. Die japanische Firma Nintendo produzierte es unter der Leitung von Kensuke Tanabe für das Nintendo Entertainment System (NES). Es erschien im Oktober 1988 in den USA sowie im April 1989 in Europa, erst 1992 wurde es auch in Japan veröffentlicht. Das Ziel des Spiels ist, die fiktive Welt Subcon zu retten. Dafür müssen die vier Protagonisten Mario, dessen Bruder Luigi, die Prinzessin und Toad den König Wart besiegen.
Nintendo wollte einen Nachfolger für sein Erfolgsspiel Super Mario Bros. von 1985 auf den Markt bringen. Das Unternehmen hielt den Schwierigkeitsgrad des in Japan veröffentlichten Nachfolgers Super Mario Bros.: The Lost Levels für zu hoch für den ausländischen Markt. Für den außerjapanischen Markt gab es daher eine überarbeitete Version des Spiels Yume Kōjō: Doki Doki Panic heraus, das den Titel Super Mario Bros. 2 erhielt. Zwar enthält das Spiel die Mario-Figuren, aber da es ursprünglich nicht als Super-Mario-Spiel konzipiert war, unterscheidet es sich inhaltlich und stilistisch stark von den direkten Vorgängern und Nachfolgern.
Super Mario Bros. 2 wurde überwiegend positiv bewertet und verkaufte sich ungefähr 7,46 Millionen Mal. Nur zwei andere Spiele für das NES wurden noch häufiger verkauft. Viele Spielelemente aus Super Mario Bros. 2 gingen auch in spätere Spiele der Reihe ein.

## Handlung
Die Protagonisten des Spiels sind der im Pilzkönigreich heimische italienische Klempner Mario, sein Bruder Luigi, die Prinzessin des Königreichs sowie der Diener der Prinzessin, Toad.
Mario hat einen Traum, in dem hinter einer Tür mysteriöse Welten verborgen liegen. Am nächsten Tag stoßen er, Luigi und die Prinzessin in einer Höhle tatsächlich auf eine Tür, hinter der sich eine andere Welt verbirgt. Diese Welt heißt Subcon, sie ist das Land der Träume und wurde von König Wart verflucht. Mit einer Traummaschine fabriziert Wart böse Kreaturen.
Es liegt an Mario und seinen Freunden, Wart zu besiegen und so das Land zu befreien. Um zu Wart zu gelangen, müssen sie Gras-, Wüsten- und Eislevel durchqueren und mehrere Zwischenbosse bezwingen.
Wenn der Endgegner Wart besiegt wird, folgt eine Endsequenz und anschließend ein Abspann, bei dem die auftretenden Spielcharaktere genannt werden, nicht aber die Spielentwickler. Nach dem Abspann werden die Worte “The End” (sinngemäß: „Ende“) eingeblendet. Der schlafende Mario dient als Hintergrund des Abspanns, sodass das Abenteuer als ein Traum Marios gedeutet werden kann.

## Spielbeschreibung

### Spielprinzip

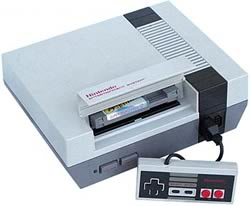
Nintendo Entertainment System mit eingelegtem Super-Mario-Bros.-2-Modul

Bei Super Mario Bros. 2 handelt es sich um ein zweidimensionales Jump-’n’-Run-Videospiel, das die Side-Scrolling-Technik verwendet. Das heißt, der Spieler blickt von der Seite auf die Szenerie und navigiert seine Spielfigur durch die Level, während der Bildschirmausschnitt der Spielfigur folgt. Im Gegensatz zum Vorgänger Super Mario Bros. kann hier auch zurück sowie nach oben und unten gescrollt werden. Das Spiel besteht aus zwanzig Spielabschnitten (Leveln), welche in sieben Welten zusammengefasst sind. Jede Welt enthält drei Level, die letzte Welt jedoch nur zwei. Ziel des Spiels ist, alle Level zu durchqueren. Dazu steht dem Spieler unbegrenzt Zeit zur Verfügung. Um einen Level zu meistern, müssen Hindernisse wie Gegner oder Abgründe überwunden und zuletzt ein Bossgegner besiegt werden. Am Ende des Spiels kämpft die Spielfigur gegen König Wart.
Vor jedem Level wählt der Spieler eine Spielfigur. Danach wird der Levelname mit einem Bild aus dem Level eingeblendet. Anschließend wird der Level bildfüllend gezeigt. Hier spielt sich das Hauptspielgeschehen ab. Auf der linken Bildschirmseite wird die Anzahl der dem Spieler zur Verfügung stehenden Lebenspunkte angezeigt.
In den Leveln kann der Spieler Gegenstände (Items) finden, mit denen er seine Figur stärken oder Gegner leichter besiegen kann. Wird die Spielfigur von einem Gegner berührt, verliert sie einen Lebenspunkt. Einzige Ausnahme ist der Sprung auf einen Gegner von oben. Aus dieser Position kann die Figur ihren Gegner hochheben und werfen, um damit zum Beispiel andere Gegner zu bekämpfen.
Die Levels sind nicht linear aufgebaut, das heißt, es ist zur Durchquerung eines Level nicht ausreichend, immer nur in eine Richtung zu laufen. Stattdessen müssen häufig Umwege gegangen, Rätsel gelöst und Schlüssel für Türen gefunden werden.

### Spielfiguren
| Eigenschaft     | Mario | Luigi | Toad | Peach |
| --------------- | ----- | ----- | ---- | ----- |
| Kraft           | 4     | 3     | 5    | 2     |
| Geschwindigkeit | 4     | 3     | 5    | 2     |
| Sprung          | 4     | 5     | 2    | 3     |

Der Spieler kann sich für jedes Level neu entscheiden, mit welcher Figur er spielen will. Da die vier spielbaren Charaktere unterschiedliche Eigenschaften haben, bietet sich je nach Level die Wahl einer anderen Spielfigur an. Mario macht durchschnittlich weite Sprünge. Luigi springt höher und weiter, läuft aber etwas langsamer. Toad macht die kleinsten Sprünge, dafür rennt er am schnellsten. Wenn er ein Item trägt, wirkt sich das im Gegensatz zu den anderen Figuren nicht negativ auf seine Geschwindigkeit aus. Peach springt etwas höher als Toad, läuft langsamer und benötigt mehr Zeit, um Gegenstände aufzuheben. Zum Ausgleich kann sie bei einem Sprung bis zu anderthalb Sekunden lang in der Luft schweben.

### Items
Die Items in Super Mario Bros. 2 sind in der Mehrzahl unter Grasbüscheln versteckt und müssen herausgezogen werden. Unter den meisten Grasbüscheln befindet sich einfaches Gemüse, welches auf Gegner geworfen werden kann.
In jedem Level ist unter einem Grasbüschel ein Zaubertrank versteckt, der auch geworfen wird und am Ort des Einschlags eine Tür entstehen lässt. Hinter dieser Tür verbirgt sich der Subspace. Dabei handelt es sich um eine gespiegelte Version des aktuellen Spielabschnittes. Der Aufenthalt im Subspace ist zeitlich begrenzt, außerdem umfasst er lediglich den Teil des Levels, der bei der Einschlagstelle sichtbar war. In diesem Raum kann der Spieler einen Pilz einsammeln, durch den er einen zusätzlichen Lebenspunkt erhält. Im Subspace kann man außerdem Münzen aus der Erde ziehen. Diese Münzen kommen am Levelende zum Einsatz. Dort kann der Spieler pro Münze ein Glücksspiel bestreiten und Bonusleben erhalten.
Nicht alle Items sind versteckt, so zum Beispiel der aus dem Arcade-Spiel Mario Bros. bekannte „POW-Block“, der, einmal geworfen, sämtliche Gegner im aktuellen Bildausschnitt besiegt. Außerdem können frei in der Luft hängende Kirschen gesammelt werden, wobei nach jeder fünften Kirsche ein Item auftaucht. Dabei handelt es sich um einen Stern. Wird dieser eingesammelt, beginnt eine kurze Phase, während der die Spielfigur von Gegnern nicht geschwächt oder getötet werden kann. Nachdem fünf Gemüsestücke aus der Erde gezogen wurden, erscheint ferner eine Stoppuhr. Diese sorgt dafür, dass sich Gegner kurzzeitig nicht bewegen können.

### Versuche und Lebenspunkte
Zu Beginn des Spiels stehen dem Spieler drei Versuche (Leben) und zu Anfang jedes Levels zwei Lebenspunkte zur Verfügung. Wird die Spielfigur von einem Gegner berührt, verliert sie einen Lebenspunkt. Hat sie alle Punkte verloren oder stürzt sie in einen Abgrund, verliert sie einen Versuch. Anschließend steigt die Spielfigur an einem vorgegebenen Wiederherstellungspunkt ein (Spawnen), sofern sie noch einen weiteren Versuch besitzt. Andernfalls ist das Spiel vorbei.

## Hintergrund und Entwicklung

### Vorgeschichte
Nachdem das NES-Spiel Super Mario Bros. von 1985 sehr erfolgreich gewesen war, plante Nintendo, rasch einen Nachfolger zu produzieren. Die Entwickler erweiterten das Spielprinzip von Super Mario Bros. nur geringfügig, gestalteten aber schwierigere Level. So entstand ein Spiel, das in Japan am 3. Juni 1986 für das Famicom Disk System unter dem Titel Super Mario Bros. 2 veröffentlicht wurde; außerhalb Japans wurde es als Super Mario Bros.: The Lost Levels bekannt.
Als Super Mario Bros.: The Lost Levels in Amerika auf den Markt gebracht werden sollte, stellten Nintendo-Mitarbeiter fest, dass das Spiel seinem Vorgänger zu ähnlich und sein Schwierigkeitsgrad zu hoch sei. Daher war ein anderer Mario-Nachfolger für den Exportmarkt notwendig.

### UrsprungsspielYume Kōjō: Doki Doki Panic

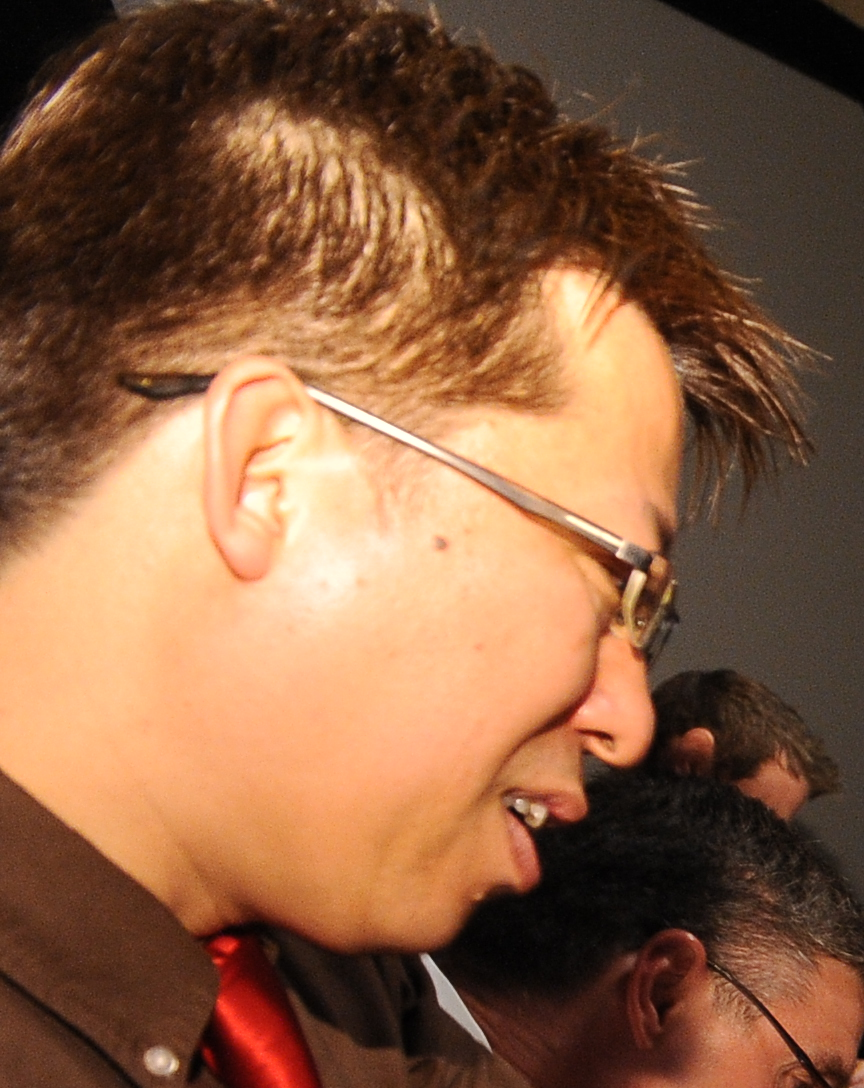
Regisseur Kensuke Tanabe

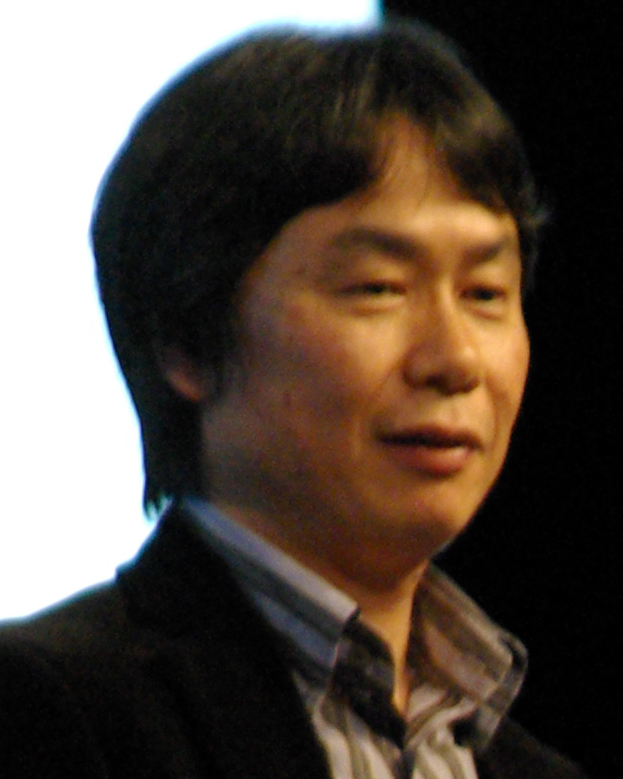
Mario-Erfinder und Produzent Shigeru Miyamoto

Die Alternative zu Super Mario Bros.: The Lost Levels für den Markt außerhalb Japans veröffentlichte Nintendo ebenfalls unter dem Titel Super Mario Bros. 2. Dieses Spiel ist eine überarbeitete Fassung von Yume Kōjō: Doki Doki Panic (夢工場ドキドキパニック, ~ Panikku, dt. etwa „Traumfabrik: Herzklopfpanik“). Es wurde bei Nintendo unter der Regie von Kensuke Tanabe und im Auftrag des Fernsehsenders Fuji Television für dessen Veranstaltung Communication Carnival Yume Kōjō ’87 entwickelt.
Das eng mit Nintendo zusammenarbeitende Unternehmen SRD entwickelte einen Prototyp, den Shigeru Miyamoto und der gerade angestellte Tanabe begutachteten. Im Prototyp traten zwei Spieler in der Vertikalen gegeneinander an. Dies war als Alternative zu dem Spielprinzip in Super Mario Bros. gedacht, das sich an einer horizontalen Bodenplattform orientiert. Um die Spielfigur auf dem Bildschirm nach oben zu führen, dienten stapelbare Blöcke und Items als Treppe. Miyamoto erhielt darauf den Auftrag, ein Spiel zu entwickeln, das auf diesem Prototyp basieren sollte. Er und Tanabe empfanden das Spielprinzip nicht als interessant genug. Außerdem war es für die Technik der Konsole zu kompliziert, zwei Spieler gleichzeitig gegeneinander in solcher Weise spielen zu lassen. Doch ohne den Zweispielermodus machte der Prototyp wenig Spaß. Miyamoto schlug daher vor, traditionelle Elemente aus dem früheren Mario-Spiel wiederzuverwenden, beispielsweise das horizontale Scrollen. Obwohl das Spielprinzip des SRD-Prototyps letztlich zum Großteil verworfen wurde, lieferte es maßgebliche Inspirationen für das neue Spiel. Beispielsweise war für Tanabe „Blöcke aufzunehmen […] dasselbe, wie Gemüse aus dem Boden zu ziehen.“
So entwickelte das alte Super-Mario-Bros.-Team Yume Kōjō: Doki Doki Panic für das nur in Japan erhältliche System Famicom Disk System, einem Diskettenlaufwerk für das Famicom. Es gilt als eines der erfolgreichsten Spiele, die dieses Laufwerk unterstützen. Als Protagonisten nutzte das Team die Maskottchen des Communication Carnival Yume Kōjō ’87. Shigeru Miyamoto war laut eigener Aussage für dreißig bis vierzig Prozent des Spiels verantwortlich, somit war er diesmal stärker involviert als beim japanischen Pendant Super Mario Bros.: The Lost Levels. Bereits bei der Entwicklung von Doki Doki Panic habe er sich gedacht, es könne auch ein Mario-Spiel sein.

### Weiterentwicklung zuSuper Mario Bros. 2
Doki Doki Panic ähnelte aufgrund des gleichen Entwicklerteams bereits der Mario-Spielreihe, daher mussten unter Tanabes Leitung nur wenige Veränderungen vorgenommen werden. So wurden die Communication-Carnival-Maskottchen durch die Figuren des Mario-Universums ersetzt. Zudem wurden weitere Gegner ergänzt, Ton und Grafik verbessert und die Hintergrundgeschichte geändert. Die Melodien passte der Komponist Kōji Kondō an. Zusätzlich übernahm das Team aus Super Mario Bros. die Schrumpffunktion der Spielfiguren. In der Folge mussten Köpfe der geschrumpften Figuren vergrößert werden, da sie sonst durch unpassierbare Wege im Spiel gepasst hätten.
Bei der Weiterentwicklung von Doki Doki Panic zu Super Mario Bros. 2 wurden Grafik und Ton verbessert beziehungsweise optimiert: Das NES ermöglicht im Vergleich zum Famicom eine höhere Tonqualität und damit bessere Toneffekte, und diverse Items tauchen animiert auf, die in Doki Doki Panic noch statisch waren. Auch wurde das Aussehen einiger Gegner angepasst, und bei der Explosion einer Bombe heißt es nicht mehr „BOM“, sondern „BOMB“. Das Entwicklerteam fügte Items aus Super Mario Bros. wie Super-Pilz oder Koopa-Panzer und neue Gegner hinzu.
Das fertige Spiel veröffentlichte Nintendo zunächst nur außerhalb Japans, ebenfalls unter dem Namen Super Mario Bros. 2 wie das in Japan schon zuvor veröffentlichte Nachfolgespiel. Wegen des großen Erfolges erschien es am 14. September 1992 auch in Japan, unter dem Titel Super Mario USA, und zwar für das Famicom.

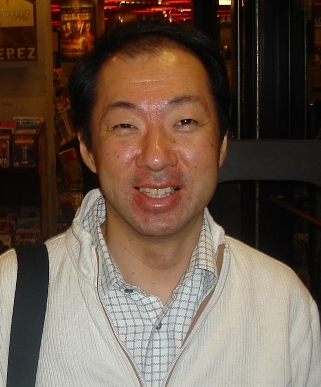
Komponist Kōji Kondō

### Musik
Die Musik, die für Super Mario Bros. 2 aus Doki Doki Panic übernommen wurde, stammt vom bekannten Videospielkomponisten Kōji Kondō. Es gibt unterschiedliche Hintergrundmusiken für die Spielsituationen in der Oberwelt, im Untergrund, bei Besitz eines Sterns, im Subspace, beim Bossgegner, beim Endgegner sowie während des Abspanns. Die Stern- und Subspace-Melodien sind überarbeitete Versionen der Stern- beziehungsweise Oberwelt-Melodie aus Super Mario Bros. Wird das Spiel pausiert, spielen nur die Basstöne der Melodie.
Damalige Computer hatten eine begrenzte Anzahl von Tonkanälen, beim NES sind es vier. Das begrenzte die Möglichkeiten der Komponisten, denn ein Tonkanal wurde bereits für die Perkussion verwendet. In Super Mario Bros. 2 wurde erstmals in der Videospielgeschichte eine Technik angewandt, bei der unterschiedliche Töne so schnell hintereinander gespielt werden, dass sie für den Zuhörer gleichzeitig erscheinen. Dadurch können in einem einzigen Tonkanal vierstimmige Akkorde abgespielt werden, während zwei Kanäle für andere Töne verfügbar bleiben.

## Super Mario Bros. 2im Kontext derSuper-Mario-Reihe

### Vergleich mit anderenSuper-Mario-Spielen
Das Spielprinzip von Super Mario Bros. 2 hat mit anderen Spielen der Reihe nur „die Hauptfiguren […] und denselben niedlichen, unschuldigen Sinn für Humor“ gemeinsam. Das Spielprinzip in Super Mario Bros. 2 ist neu. Bei Super Mario Bros. geht es darum, schnelle und präzise Sprünge zu machen und gegen die Zeit anzutreten, während in Super Mario Bros. 2 das Lösen von Rätseln im Vordergrund steht, indem in Grasbüscheln versteckte Items gesucht werden. Das Spieltempo dieses Spiels ist im Vergleich langsamer.
Anders als der Vorgänger Super Mario Bros. kann dieses Spiel nur von einem einzelnen Spieler gespielt werden; einen Zwei-Spieler-Modus gibt es nicht. Beim ersten Spiel der Reihe galt dieser als nicht ganz durchdacht. Außerdem enthält Super Mario Bros. 2 auch keinen Punktezähler mehr, womit es im Spiel nur noch um das Abschließen der Geschichte und nicht mehr um das Verbessern eines in Punkten gemessenen Ergebnisses geht. Außer durch das Spielprinzip wich es auch in der Hintergrundgeschichte und dem Ort der Handlung stark von den übrigen Spielen der Serie ab. Alte Gegner wie Gumbas oder Koopas tauchen nicht auf, und bekannte Items wie die Feuerblume werden nicht mehr verwendet, wohl aber der Stern. Die grafische Darstellung der Charaktere wurde im Vergleich zum Vorgänger überarbeitet, so wirkt die Erscheinung Marios nun runder und comicartiger. Zusätzlich werden die Figuren von einer blauen Linie umrandet.

### Einfluss auf dieSuper-Mario-Reihe
Das Spiel hat die nachfolgenden Spiele der Reihe beeinflusst, beispielsweise übernahm man Türen, Schlüssel oder Minispiele, in denen der Spieler Items gewinnen kann. Nicht fortgeführt wurde die veränderte Rolle der Prinzessin, die ab Super Mario 64 als Prinzessin Peach bekannt ist. Nur in Super Mario Bros. 2 ist sie ein selbstbewusstes Mitglied des Teams, in den vorherigen und späteren Spielen der Hauptreihe ist sie eine hilflose Entführte. Mit Super Mario 3D World rezipierte Nintendo im Jahr 2013 die Adlige erneut zu einem Mitglied des Teams, welches somit auch als Ganzes erneut ein gemeinsames Abenteuer wie in Super Mario Bros. 2, nur diesmal in einer dreidimensionalen Welt, erlebt. In Serienablegern wie Mario Kart oder Mario Party sowie in Spielen wie Super Princess Peach ist sie Protagonistin.

Enrique Domínguez fiel in Super Mario Bros. 2 als Veränderung gegenüber dem Vorgänger insbesondere das veränderte System der Lebenspunktanzeige auf. Ihm zufolge gibt es in Mario-Spielen zwei grundlegende Systeme, die Kraft der Spielfigur zu visualisieren. Das erste, seit Super Mario Bros. bestehende ist, die Spielfigur möglichst groß zu halten und ihr mit speziellen Items beziehungsweise Anzügen besondere Fähigkeiten zu verleihen. Das zweite ist das in Super Mario Bros. 2 praktizierte System, die Lebenspunktanzeige möglichst voll zu erhalten. Dies ist mit dem kleinen oder großen Zustand verknüpft: Die Spielfigur schrumpft, wenn nur noch ein Lebenspunkt übrig ist, bei zwei oder drei Punkten hingegen ist sie groß. Die Darstellung mittels einer Lebenspunktanzeige wurde auch in späteren Mario-Spielen verwendet, besonders bei den dreidimensionalen ab Super Mario 64.
Eine Neuerung für die Super-Mario-Spiele ist auch, dass mehr als zwei Spielfiguren zur Auswahl stehen. Die einzigen anderen Super-Mario-Jump-’n’-Run, die ebenfalls vier Charaktere mit eigenen Fähigkeiten zur Auswahl parat halten, sind Super Mario 64 DS sowie Super Mario 3D World. Darüber hinaus wurden einige Gegner aus Super Mario Bros. 2 in spätere Mario-Spiele übernommen, beispielsweise Shy Guys und Bob-ombs.

## Rezeption

### Kritik
Spieler mussten sich an das Spielprinzip von Super Mario Bros. 2 erst gewöhnen. Teilweise bezeichnet man es als „schwarzes Schaf“ der Serie. Trotzdem wurde es beliebt und verkaufte sich gut. Super Mario Bros. 2 ist laut der Website IGN ein gutes Spiel. Es besitze ein gutes, neuartiges Spielprinzip, das trotz seiner Ungewohntheit Spaß mache. Auch die Levels seien abwechslungsreich. Wie in Super Mario Bros. gebe es viele versteckte Geheimnisse. Chris Kohler meinte: „Das Gameplay war viel tiefer als das des ursprünglichen Super Mario Bros.: die vier unterschiedlichen Figuren hatten unterschiedliche Stärken und Schwächen, und die zwanzig Level waren riesig und labyrinthartig, mit weitaus mehr versteckten Wegen und Geheimnissen als in Super Mario Bros.“
Der Computer- und Spielebuchautor Steven A. Schwartz beschrieb 1991 in einem Buch Super Mario Bros. 2. Er schrieb unter anderem: „Die Soundeffekte und die Musik sind sehr gut […]. Die Grafiken, insbesondere die der Oberwelt, sind schlicht und, offen gesagt, etwas karg.“ Das Spiel selber empfand er als schwierig, besonders im Vergleich mit seinem Vorgänger. Dies liege auch daran, dass dem Spieler nach einem Game over nur zwei weitere Starts an derselben Stelle zur Verfügung stehen; anschließend muss er ganz von vorne beginnen. Je nach Situation seien die Spielfiguren wegen ihrer unterschiedlichen Eigenschaften schwer kontrollierbar. Auch verlange das Spiel nicht mehr fast ausschließlich gute Reflexe, da der Weg zum Levelziel über Rätsel ausfindig gemacht werden müsse.
Steven L. Kent schreibt, Super Mario Bros. 2 sei kein „echter“ Nachfolger, weil es ursprünglich kein Mario-Spiel war. Daher habe das Spiel auch die hohen Erwartungen der Spieler nicht erfüllen können. „Mario 2 war ein Pausenfüller“, behauptete der ehemalige Nintendo-Mitarbeiter Howard Phillips.
Die Website metacritic.com setzte Super Mario Bros. 2 auf Platz 10 der besten Spiele der Hauptreihe der Super-Mario-Spiele. 1up.com stellte es 2006 auf Platz 108 der 200 besten Videospiele in ihrem videospielhistorischen Kontext betrachtet. Auf einer 2009 erstellten Liste der 100 besten NES-Spiele von IGN befindet sich Super Mario Bros. 2 auf dem 18. Platz.

### Verkaufszahlen
Super Mario Bros. 2 wurde insgesamt rund 7,46 Millionen Mal gekauft, davon 5,47 Millionen Mal in Amerika, 1,29 Millionen Mal in Europa und 0,70 Millionen Mal in Japan. Damit ist es das am dritthäufigsten verkaufte NES-Spiel nach seinem Nachfolger und seinem Vorgänger.

### Rezeption des Antagonisten Birdo
Die Autoren Bill Loguidice und Matt Barton erwähnen als Beispiel für die ungewöhnlichen Gegner im Spiel, die in späteren Mario-Spielen erneut zur Verwendung kommen, den Bossgegner Birdo, eine Art Dinosaurier, der Eier auf eine horizontale Flugbahn spuckt. Birdo wird pink und mit einer Schleife auf dem Kopf und mit geschminkten Augen dargestellt. Laut der Spielanleitung für Super Mario Bros. 2 glaubt er ein Mädchen zu sein.

“He thinks he is a girl and he spits eggs from his mouth. He’d rather be called ‚Birdetta‘.”

„Er denkt, er sei ein Mädchen, und er spuckt Eier aus seinem Mund. Er will lieber ‚Birdetta‘ heißen.“

Nintendo änderte später Birdos Geschlecht. In späteren Versionen der Spielanleitung wurde der Text zu Birdo gekürzt, und in anderen Spielen findet sich gar kein Indiz mehr dafür, dass Birdo männlich sein soll. Seit Mario Tennis aus dem Jahr 2000 tritt Birdo mit dem eierlegenden männlichen Dinosaurier Yoshi in Mario-Spielen als Paar auf.
Birdo gilt als transsexuelle Videospielfigur beziehungsweise als geschlechtlich missverstanden („gender-confused“). Birdo folgten weitere Videospielfiguren, deren Sexualität für den amerikanischen Markt zensiert wurde. In Japan ist man es hingegen gewohnt, dass trans- oder homosexuelle Figuren in Computerspielen auftreten.
Im 2008 nur in Japan für die Wii erschienenen Spiel Captain Rainbow wird Birdos Geschlecht erneut aufgegriffen. Dort wird die Figur verhaftet, weil sie als Mann die Damentoilette benutzt habe. Es müssen Beweise dafür gesammelt werden, dass Birdo in Wirklichkeit weiblich ist. In Birdos Bett findet man schließlich einen (unkenntlich angezeigten) Vibrator.

### Untersuchung durch die Medienwissenschaftlerin Marsha Kinder
Dass der Spieler sich zwischen vier Spielfiguren entscheiden kann, ist laut Medienwissenschaftlerin Marsha Kinder, Professorin an der USC School of Cinematic Arts, eine Vermarktungstaktik. Sie behauptet, Vorschulkinder würden eher Toad als Protagonisten wählen, 7- bis 14-Jährige wären eher geneigt, Mario oder Luigi zu wählen, und Mädchen würden die Prinzessin bevorzugen, da sie sich am ehesten mit diesen Figuren identifizieren würden. Trotzdem werde bei der Charakterwahl auch auf dessen Vorteile im Spiel geachtet. So habe sie beobachtet, dass die männlichen Kinder als Figur auch die Prinzessin wählen, da diese kurzzeitig schweben kann. Die Jungen trafen diese Wahl somit auch auf die Gefahr hin, sich als Transgender zu identifizieren.

## Neuauflagen und Nachfolger

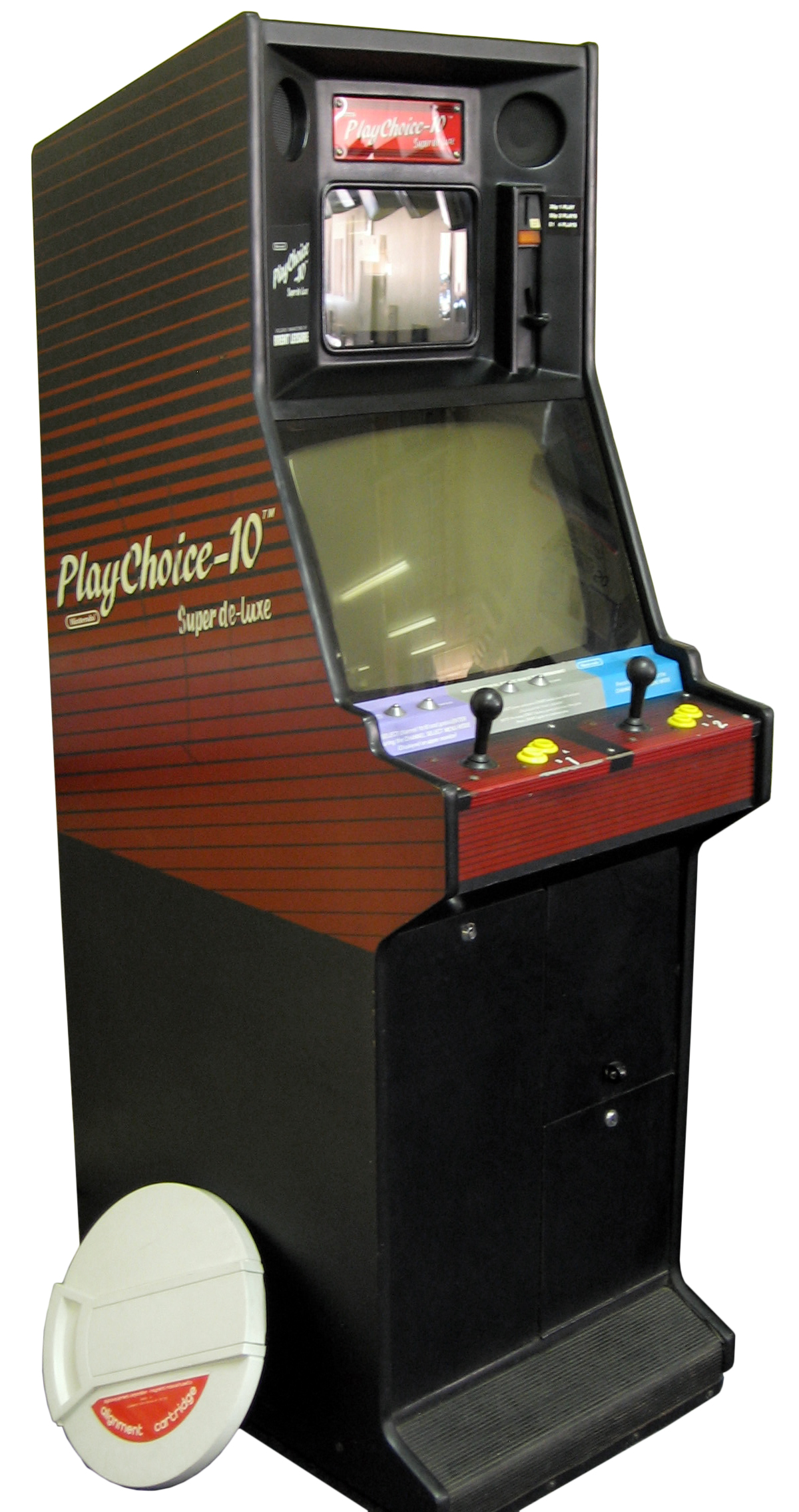
Ein PlayChoice-10-Automat (Variante Super de-luxe)

Super Mario Bros. 2 ist eines von zehn Spielen des Arcade-Automaten PlayChoice-10.
1993 wurde Super Mario All-Stars für das Super Nintendo Entertainment System herausgegeben. Diese Spielesammlung beinhaltet Super Mario Bros., Super Mario Bros. 2 und Super Mario Bros. 3, wobei die Spiele grafisch und akustisch überarbeitet und um eine Speicherfunktion ergänzt wurden. Außerdem enthält die Sammlung Super Mario Bros.: The Lost Levels, das somit das erste Mal außerhalb Japans veröffentlicht wurde.
Für den Game Boy Advance kam ab 2001 die vierteilige Spieleserie Super Mario Advance heraus, die aus Neuauflagen älterer Super-Mario-Spiele besteht. Das erste Spiel dieser Reihe ist eine Neuauflage von Super Mario Bros. 2 mit dem Titel Super Mario Advance, die am 21. März 2001 herauskam. Dabei handelt es sich um das erste Spiel für den Game Boy Advance. Dem Spiel wurde außerdem eine Neuauflage des Arcade-Klassikers Mario Bros. hinzugefügt. Super Mario Bros. 2 wurde gegenüber der SNES-Version erneut grafisch und akustisch stark überarbeitet, beispielsweise sprechen die Figuren nun. Auch inhaltliche Änderungen wurden vorgenommen.
2007 wurde Super Mario Bros. 2 außerdem für die Virtual Console der Nintendo Wii veröffentlicht, am 25. Mai in Europa, am 2. Juli in den USA und am 10. August in Japan. Der Preis beträgt 500 Wii-Points, das entspricht 5,– Euro. Das Spiel ist identisch mit der NES-Version. Nachdem es bereits am 28. November 2012 auf der japanischen Nintendo 3DS Virtual Console erschienen ist, erschien es am 7. August 2013 auch in Europa.
Der Nachfolger von Super Mario Bros. 2 ist Super Mario Bros. 3. In Japan erschien er 1988, in den USA und in Europa 1990 bzw. 1991 für das NES. Das Spiel orientiert sich wieder stärker am ersten Super Mario Bros.